# Терман (Нью-Йорк)
Терман (англ. Thurman) — місто (англ. town) в США, в окрузі Воррен штату Нью-Йорк. Населення — 1095 осіб (2020).

## Демографія
Згідно з переписом 2010 року, у місті мешкало 1219 осіб у 497 домогосподарствах у складі 337 родин. Було 711 помешкання
Расовий склад населення:
| - 97,0 % — білих - 0,5 % — корінних американців - 0,2 % — чорних або афроамериканців - 0,2 % — азіатів |

До двох чи більше рас належало 2,0 %. Частка іспаномовних становила 0,5 % від усіх жителів.
За віковим діапазоном населення розподілялося таким чином: 19,9 % — особи молодші 18 років, 64,0 % — особи у віці 18—64 років, 16,1 % — особи у віці 65 років та старші. Медіана віку мешканця становила 46,2 року. На 100 осіб жіночої статі у місті припадало 104,9 чоловіків;  на 100 жінок у віці від 18 років та старших — 104,0 чоловіків також старших 18 років.
Середній дохід на одне домашнє господарство  становив 64 477 доларів США (медіана — 52 989), а середній дохід на одну сім'ю — 64 722 долари (медіана — 52 554). Медіана доходів становила 35 000 доларів для чоловіків та 26 167 доларів для жінок. За межею бідності перебувало 12,1 % осіб, у тому числі 26,2 % дітей у віці до 18 років та 2,8 % осіб у віці 65 років та старших.
Цивільне працевлаштоване населення становило 623 особи. Основні галузі зайнятості: освіта, охорона здоров'я та соціальна допомога — 22,3 %, будівництво — 15,4 %, виробництво — 13,6 %.